# Food Advisor
Food Advisor è un programma televisivo italiano del 2019. Va in onda su Food Network Italia dal 29 gennaio 2019.
In questo programma lo chef Simone Rugiati viaggia in diverse città italiane alla scoperta del miglior cibo che caratterizza una specifica località.

## Format
Lo chef Simone Rugiati incontra in ogni puntata 4 o 5 advisor, che, uno per volta, lo portano nel loro locale preferito per assaporare una pietanza tipica del posto.
Rugiati stila una personale classifica e all'advisor vincitore viene consegnato un buono regalo da € 500 da spendere nel "suo" locale. Sulla porta del locale viene invece posto un adesivo che ricorda la vittoria della puntata.
La regia è di Vito Trecarichi.

## Edizioni
| Edizione | Conduzione     | Prima puntata    | Ultima puntata  | Puntate | Rete         |
| -------- | -------------- | ---------------- | --------------- | ------- | ------------ |
| 1        | Simone Rugiati | 29 gennaio 2019  | 19 marzo 2019   | 12      | Food Network |
| 2        | Simone Rugiati | 26 novembre 2019 | 28 gennaio 2020 | 20      | Food Network |

## Episodi

### Prima stagione
| Episodio | Titolo                | Cibo                    |
| -------- | --------------------- | ----------------------- |
| 1        | Milano: Cotoletta     | Cotoletta alla milanese |
| 2        | Napoli: Pizza         | Pizza napoletana        |
| 3        | Romagna: Piadina      | Piadina romagnola       |
| 4        | Roma: Supplì          | Supplì                  |
| 5        | Milano: Hamburger     | Hamburger               |
| 6        | Napoli: Cuoppo        | Cuoppo                  |
| 7        | Roma: Polpette        | Polpette                |
| 8        | Bologna: Lasagna      | Lasagna bolognese       |
| 9        | Cagliari: Panada      | Panada                  |
| 10       | Firenze: Lampredotto  | Lampredotto             |
| 11       | Cagliari: Culurgiones | Culurgiones             |
| 12       | Bergamo: Polenta      | Polenta                 |

### Seconda stagione
| Episodio | Titolo                        | Cibo                                   |
| -------- | ----------------------------- | -------------------------------------- |
| 1        | Genova: Trofie al pesto       | Pesto genovese                         |
| 2        | Ascoli Piceno: Olive ascolane | Olive ascolane                         |
| 3        | Pescara: Pallotte cacio e ova | Pallotte cacio e ova                   |
| 4        | Bari: Panzerotto pugliese     | Panzerotto pugliese                    |
| 5        | Milano: Panettone             | Panettone                              |
| 6        | Trapani: Il cous cous         | Cous cous                              |
| 7        | Lecco: Il Lavarello           | Lavarello                              |
| 8        | Torino: Il Vitello tonnato    | Vitello tonnato                        |
| 9        | Bari: Le Orecchiette          | Orecchiette                            |
| 10       | Milano: Ravioli cinesi        | Jiaozi (ravioli cinesi)                |
| 11       | Genova: Focaccia              | Focaccia genovese                      |
| 12       | Palermo: Arancina             | Arancina                               |
| 13       | Torino: Tramezzino            | Tramezzino                             |
| 14       | Modena: Tortellini            | Tortellini                             |
| 15       | Milano: Kebab                 | Kebab                                  |
| 16       | Palermo: Cannolo              | Cannolo siciliano                      |
| 17       | Monza: La Luganega            | Luganega                               |
| 18       | Ferrara: Pasticcio ferrarese  | Pasticcio di maccheroni alla ferrarese |
| 19       | Lodi: Frittata                | Frittata                               |
| 20       | Catania: Sarde                | Sarde                                  |